# Wiktor Łarionow
Wiktor Aleksandrowicz Łarionow, ros. Виктор Александрович Ларионов (ur. 13 lipca 1897 w Sankt Petersburgu, zm. po 1984 r.) – rosyjski wojskowy (kapitan), emigracyjny publicysta i działacz wojskowy, oficer do specjalnych poruczeń przy głównym zarządzie organizacyjnym Komitetu Wyzwolenia Narodów Rosji pod koniec II wojny światowej.
W 1916 r. ukończył gimnazjum w Sankt Petersburgu, do maja 1917 r. służył w jednostce szkolnej marynarki wojennej, zaś od czerwca 1917 r. uczył się w konstantinowskiej szkole artyleryjskiej. W listopadzie tego roku wstąpił do wojsk białych. Służył w junkierskiej baterii artylerii, od 12 lutego 1918 r. jako młodszy oficer. Walczył na Kubaniu w szeregach 1 oficerskiej baterii artylerii, od 21 marca 1919 r. – 1 lekkim dywizjonie artylerii, a następnie markowskiej brygadzie artylerii; dwa razy był ciężko ranny. W październiku 1920 r. awansował do stopnia kapitana. Po ewakuacji wojsk białych z Krymu w listopadzie tego roku, zamieszkał na emigracji. Został członkiem Rosyjskiego Związku Ogólnowojskowego (ROWS). Od 1927 r. mieszkał we Francji. Na początku czerwca tego roku uczestniczył w terrorystycznej akcji w Leningradzie, polegającej na wysadzeniu ładunku wybuchowego w klubie partyjnym, w rezultacie czego zostało rannych 40 robotników. W 1930 r. w Paryżu zakładał stowarzyszenie „Белая идея”, dążące do aktywizacji antysowieckiej działalności rosyjskiej emigracji. W 1931 r. opublikował książkę dot. akcji w Leningradzie „Боевая вылазка в СССР. Записки организатора взрыва Ленинградского Центрального Партклуба (июнь 1927 года).” W latach 30. odgrywał dużą rolę w tajnej organizacji wewnątrz ROWS pod nazwą Wewnętrzna Linia, założonej przez przewerbowanego przez NKWD gen. Nikołaja W. Skoblina. W 1938 r. za antysowiecką działalność został deportowany z Francji. W okresie II wojny światowej podjął współpracę z Niemcami. Współpracował z Abwehrą. Po ataku na ZSRR 22 czerwca 1941 r. wstąpił do armii niemieckiej. Służył w okupowanym Smoleńsku. Pod koniec 1944 r. został oficerem do specjalnych poruczeń (wywiad i kontrwywiad) przy głównym zarządzie organizacyjnym Komitetu Wyzwolenia Narodów Rosji. Po wojnie zamieszkał w zachodnich Niemczech. W 1984 r. we Frankfurcie nad Menem opublikował swoje wspomnienia Последние юнкера. Dalsze jego losy są nieznane.